# Arnold Lobel
Arnold Stark Lobel (22 de maio de 1933, Los Angeles, Califórnia, EUA - 4 de dezembro de 1987, Manhattan, Nova York, EUA) foi um escritor norte-americano de livros infantis, incluindo as séries Frog and Toad e Mouse Soup.

## Biografia
Lobel nasceu em Los Angeles, Califórnia, filho de Lucille Stark e Joseph Lobel, mas foi criado na cidade de Schenectady, estado de Nova York. A infância de Lobel não foi feliz, já que ele foi freqüentemente inibido, mas ele adorava ler livros ilustrados em sua biblioteca local. Ele frequentou o Instituto Pratt no Brooklyn. Em 1955, depois de se formar, ele se casou com Anita Kempler Lobel, também escritora infantil e ilustradora, que conheceu na escola de arte. Os dois trabalharam no mesmo estúdio e colaboraram em vários livros juntos. Eles tiveram dois filhos: filha Adrianne e o filho Adam Lobel e três netos.
Depois da faculdade, Lobel foi incapaz de se sustentar como autor de livros infantis ou ilustrador e por isso trabalhou em revistas de publicidade e comerciais, das quais não gostou.
Em 1974, ele disse à sua família que ele era gay. Ele morreu de parada cardíaca em 4 de dezembro de 1987, no Hospital dos Médicos em Nova York, depois de sofrer de AIDS por algum tempo.

## Escrevendo e ilustrando
Lobel amava seu trabalho, dizendo "Não consigo pensar em nenhum trabalho que pudesse ser mais agradável e divertido do que fazer livros para crianças" e descreveu seu trabalho como sonhador. O próprio Arnold Lobel escreveu e ilustrou os seus livros ilustrados, assim como as fábulas. Lobel também ilustrou as obras de outros escritores, incluindo Sam o Minuteman por Nathaniel Benchley, publicado em 1969.
Lobel ilustrou cerca de 100 livros durante sua carreira, que foram traduzidos em dezenas de idiomas. Apesar dos prêmios que ele ganhou, Lobel nem sempre foi reconhecido durante sua vida.
Lobel começou a desenhar durante um período de doença prolongada que teve, quando aluno da segunda série. Sua carreira profissional começou durante a década de 1960, escrevendo e ilustrando fábulas e fábulas "convencionais". Seu estilo poderia ser descrito como minimalista e freqüentemente tinha animais como assunto. Lobel usou animais como personagens porque percebeu que eles ajudavam a superar a descrença em fábulas.
Seu segundo livro, A Holiday for Mister Muster, foi inspirado em suas observações do zoológico Prospect Park Zoo, em Nova York, no qual a família Lobel era vizinho (moravam do outro lado da rua) e nos desenhos animados que seus filhos assistiam. Também se inspirou vendo seriados de TV, como  A Feiticeira.
Arnold Lobel, enquanto continuava a escrever, percebeu que os seus livros não estavam tendo o "impacto" que desejava e que para isto teria que inspirar em si mesmo para criar um melhor resultado Após desta conclusão, ele começou a inspirar-se em suas próprias experiências e emoções, e reconheceu que estava escrevendo "... histórias adultas, ligeiramente disfarçadas de histórias infantis"
Sua obra de maior destaque foi composta por quatro livros, a série Frog and Toad, que conta histórias de dois amigos sapos. Lobel sentiu sua personalidade refletida nos dois personagens, dizendo "Frog and Toad são realmente dois aspectos de mim mesmo". O contraste marcante entre o sapo "aventureiro" e o sapo "trapalhão" é parte do que tornou seu relacionamento crível e cativante.
Em seu livro Fables, composto de aproximadamente 20 fábulas com protagonistas animais, foi elogiado por sua capacidade de combinar um tom alegre (e não moralista) com uma moral real no final de cada história. Recebeu a Medalha Caldecott por suas ilustrações em 1981, a primeira vitória de Lobel e o terceiro reconhecimento geral obtido.

## Prêmios
Lobel está entre um pequeno grupo de pessoas que foram homenageadas como autor e ilustrador com as medalhas Newbery e Caldecott. A Medalha Caldecott foi ganha em 1981, com seu livro Fables, onde a American Library Association reconhecia o seu livro ilustrado como o melhor dos Estados Unidos naquele ano.
Com a série Frog and Toad recebeu maior quantidade de premiações. Seus trabalhos ganharam a medalha Caldecott Honor em 1971 e 1972 para Frog and Toad são Friends e, também, Hildilid's Night. Ele também ganhou um Newbery Honor Award em 1973 por Frog and Toad Together (1972).